# دياني فليتشر
دياني فليتشر (بالإنجليزية: Diane Fletcher)‏ هي ممثلة بريطانية، ولدت في 17 أبريل 1944.

## وصلات خارجية
- دياني فليتشر على موقع IMDb (الإنجليزية)
- دياني فليتشر على موقع روتن توميتوز (الإنجليزية)
- دياني فليتشر على موقع ألو سيني (الفرنسية)
- دياني فليتشر على موقع قاعدة بيانات الفيلم (الإنجليزية)